# پلانتا ریکا
پلانتا ریکا (به اسپانیایی: Planeta Rica) یک سکونتگاه مسکونی در کلمبیا است که در بخش کوردوبا واقع شده‌است.